# Sân vận động Cột Cờ

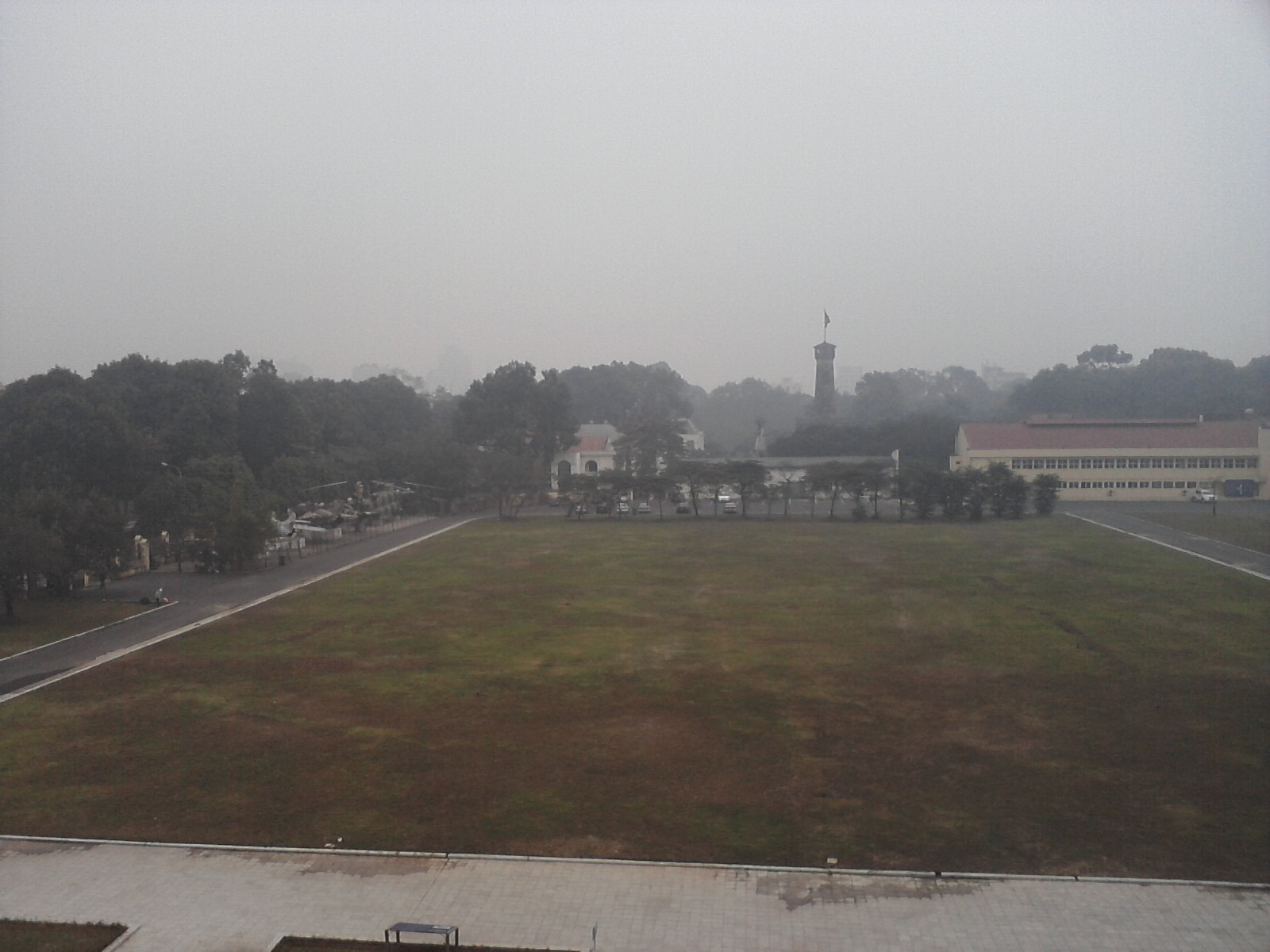
Sân vận động Cột Cờ Hà Nội

Sân vận động Cột Cờ là một sân vận động cũ, hiện tại đã bị dỡ bỏ ở Hà Nội. Nó có sức chứa khoảng 6.000 người và nằm trong Trung tâm Thể dục Thể thao Quân đội. Đây là sân vận động gắn liền với lịch sử 50 năm của câu lạc bộ nổi tiếng và thành công nhất Việt Nam - Thể Công.
Vào thập niên 1940, người Pháp xây dựng sân vận động Mangin. Và do sân Mangin nằm cạnh Cột cờ Hà Nội nên được gọi là sân vận động Cột Cờ. Sau khi Việt Minh tiếp quản Hà Nội từ Thực dân Pháp, đội Thể Công mới thành lập đã lấy sân Cột Cờ là sân nhà.
Năm 2004, Bộ Quốc phòng Việt Nam quyết định không sử dụng sân Cột Cờ cho các hoạt động thể thao nói chung và bóng đá nói riêng, giao quyền quản lý cho các đơn vị quân đội khác. Còn đội Thể Công tập luyện tại sân Bạch Mai và lấy sân Hàng Đẫy làm sân nhà.